# Aeroplane
Aeroplane è una canzone dei Red Hot Chili Peppers. Si tratta del terzo singolo estratto dal loro sesto album in studio, One Hot Minute (1995).

## La canzone
I fan hanno espresso idee diverse sul testo di "Aeroplane": alcuni pensano che la canzone si riferisca all'opinione che la musica nobiliti le persone, altri credono invece che sia incentrata sull'uso di droghe. Il cantante Anthony Kiedis, nella sua autobiografia Scar Tissue, sostiene che molte canzoni su One Hot Minute – tra cui "Aeroplane" e "Warped" – siano incentrate sulla sua ricaduta nell'abuso di eroina, dopo cinque anni e mezzo di disintossicazione. Ha mantenuto a lungo segreta la sua tossicodipendenza, sorpreso che nessuno dei suoi amici più stretti avesse compreso che i suoi testi erano incentrati proprio sulle sue vicende personali. Tra questi riferimenti vi è il verso: "Meglio che qualcuno mi schiaffeggi... prima che io cominci ad arrugginire... a decompormi". Secondo Aeroplane, lo spezzone: "Seduto in cucina... Sto di nuovo diventando polvere... la mia malinconia... la stella di "Mazzy" deve... gridare dentro di me" si riferisce alla cucina di Kiedis, dove assumeva molte delle sue droghe. Pare che il testo originale fosse: "Adoro il piacere punzecchiato dalla sofferenza/e la musica è la mia eroina", ma la band fu forzata a cambiare le parole perché la canzone fosse più "radio friendly".
Sul loro Greatest Hits, contenente il video per "Aeroplane" e il suo dietro le quinte, il bassista Flea spiega che i Red Hot si sono ispirati ad una canzone gospel intitolata "Jesus Is My Aeroplane".

## Tracce

### CD1
1. "Aeroplane (Clean Edit)"
2. "Backwoods (Live)"
3. "Transcending (Live)"
4. "Me And My Friends (Live)"

- Le tracce dal vivo sono state registrate a Rotterdam, nel 1995.

### CD2 (edizione limitata)
1. "Aeroplane (Album Version)"
2. "Suck My Kiss (Live)"
3. "Suffragette City (Live)"

- Le tracce dal vivo sono state registrate a Rotterdam, nel 1995.

## Curiosità
Alla canzone collabora anche la figlia di Flea, Clara Balzary,  che insieme al resto della sua ex classe elementare canta nell'outro. I giovani coristi appaiono anche nel video, travestiti da aeroplani.
Coro di Aeroplane ("The Aeroplane Kids")
- Clara Balzary
- Bailey Reise
- Askia Ndegéocello
- Nadia Wehebe
- Sarabeth Kelly
- Matthew Kelly
- Phillip Greenspan
- Perry Greenspan
- Veronica Twigg
- Remy Greeno
- Jaclyn Dimaggio
- Heyley Oakes
- Nikolai Giefer
- Taiana Giefer
- Nina Rothburgh
- Sheera Ehrig
- Jade Chacon